# Unturned
 (mars 2018).
Si vous disposez d'ouvrages ou d'articles de référence ou si vous connaissez des sites web de qualité traitant du thème abordé ici, merci de compléter l'article en donnant les références utiles à sa vérifiabilité et en les liant à la section « Notes et références ».
Unturned est un jeu vidéo indépendant de type Bac à sable/Aventure/Survie développé par Nelson Sexton, un Canadien alors âgé de 16 ans lors de sa sortie (en 2014). Il est actuellement disponible sur Steam,,,. Il utilise le moteur de jeu Unity.

## Système de jeu
Ce jeu Bac a Sable est basé sur de la survie dans un monde post-apocalyptique. Dans le cadre du jeu Unturned, le monde est envahi d’une apocalypse zombie dans un style dessin animé et le but principal est de visiter les différentes villes pour commencer à s’équiper et à pouvoir récupérer des matériaux de construction afin de construire sa « base ».
Ce jeu disponible aussi en multijoueur est joué dans différents modes de jeu tel que du PVP (Players Versus Players) ou en PVE (Players Versus Environment).

## Les Zombies
Dans ce jeu plusieurs types de zombies sont disponibles, beaucoup d'objets et de《Craft》sont accessibles.

## Les Moyens de transport
Le Jeu contient également de nombreux types et modèles de véhicules tels que des hélicoptères, des avions, des navires et évidemment des voitures, des camions et des deux roues.

## Les Maps
Différentes "Maps" sont créées par les concepteurs du jeu eux-mêmes, elles sont inspirées de lieux réels, leurs noms sont:
- PEI-Yukon
- Washington
- Russia
- Germany
- France
- Hawaï
- Greece

Chaque carte possède donc sa forme propre, ses propres villes, son propre "loot", c'est-à-dire ses propres objets, armes, et équipement; et bien souvent une petite part d'histoire.